# دانا عقل
دانا خالد عبد المنعم عقل (من مواليد 21 يوليو 1997)، هي سباحة مصرية. دانا هي لاعبة نادي وادي دجلة

## حياة مهنية
كرم نادي وادي دجلة دانا مع المكرمين في عام 2015.
فازت بالميدالية البرونزية في السباحة المفتوحة لمسافة 5 كيلومترات في بطولة السباحة الأفريقية 2018.
شاركت في بطولة العالم للناشئات في المياه المفتوحة في سباق فريق شبابات في المياه المفتوحة 3 كم (14-16) في كندا في عام 2012، وحصدت المركز 13، وشاركت في سباق المياه المفتوحة 5 كم للسيدات، وحصدت المركز 26، وشاركت في سباق الجائزة الكبرى للسباحة في المياه المفتوحة لاك سانت جان في كندا في عام 2015 في مسابقة 10 كيلومترات للسيدات في المياه المفتوحة، وحصدت المركز الخامس، وشاركت في مارثون كأس العالم في أبو ظبي في عام 2016 في مسابقة 10 كيلومترات للسيدات في المياه المفتوحة، وحصدت المركز 48.
شاركت في بطولة العالم للناشئات في المياه المفتوحة في عام 2016، وحصدت على المركز السادس عشر في سباق التتابع المختلط تحت 19 سنة، وشاركت في بطولة العالم للناشئات في المياه المفتوحة، وحصدت على المركز 24 سباق في 10 كم سيدات في المياه المفتوحة 18-19.
شاركت في ماراثون كأس العالم للسباحة في بالاتونفوريد في عام 2018، وحصدت على المركز 36 في سباق 10 كم في المياه المفتوحة للسيدات.

## الحياة الخاصة
درست دانا في جامعة انديانابوليس.